# Götaland-Theorie
Die Götaland-Theorie (schwedisch Västgötaskolan) besagt, dass die Ursprünge der schwedischen Geschichte nicht in Ostschweden, sondern in der südwestlichen Region Götaland gelegen hätten, genauer in Västergötland. Diese Theorie kam bereits im frühen 19. Jahrhundert auf und wird heute noch regional vertreten, hat aber nie breite wissenschaftliche Akzeptanz gefunden.
In der Zeit des deutschen Nationalsozialismus beeinflusste diese Theorie die schwedische Archäologie in erheblichem Maße. Hintergrund war die Überzeugung nationalsozialistischer Ideologen wie Walther Darré, dass Skandinavien und innerhalb Skandinaviens Västergotland die „Urheimat“ der Germanen gewesen sei.